# Enrique Labrador Ruiz
Enrique Labrador Ruiz (Sagua la Grande, Las Villas, Cuba, 11 de mayo de 1902 - Miami, 10 de noviembre de 1991) Novelista y cuentista cubano. 
Autodidacta, periodista, uno de los fundadores del Pen Club en Cuba. Recibió el premio periodístico Juan Gualberto Gómez en 1951. Viajó por América, Europa y Asia. A excepción de Grimpolario (1937), toda su obra es de narrador y prosista. Sus «novelas gaseiformes» (El laberinto de sí mismo, 1933, Cresival, 1936, y Anteo, 1940) se caracterizan por la angustia existencial, la búsqueda de lo inaprensible y el estilo divagatorio. Se les ha señalado el influjo surrealista, pero lo onírico que hay en ellas se entrelaza con recuerdos e ideas personales, diluidos en lo que el autor llama «un gas de novela». El reverso crítico de su obra se halla en Manera de vivir (Pequeño expediente literario), 1941, donde ataca la narrativa de tendencia costumbrista y defiende su aspiración a lo universal; y en Papel de fumar (Cenizas de conversación), 1945, que recoge en ágiles diálogos sus observaciones satíricas sobre el mundillo literario.
En 1946 obtuvo el premio nacional Hernández Catá con su cuento Conejito Ulán, incluido en la serie de «novelines neblinosos» titulada Carne de quimera (1947), a la que siguió Trailer de sueños (1949). Después de estos libros, anuncia una nueva modalidad de su obra, las novelas «caudiformes», de las que sólo ha publicado La sangre hambrienta (1950), premio nacional de novela, reimpresa en México en 1959. Es esta su mejor realización, por la madurez del estilo, impregnado en la fantasía del habla popular, y por la fina recreación del ambiente y los personajes pueblerinos. A la misma línea pertenece su mejor colección de cuentos, El gallo en el espejo (cuentería cubiche), 1953, reeditada en México (1958) y en el primer festival del libro cubano (1959). La Universidad de Las Villas le publicó en 1958 una colección de semblanzas, El pan de los muertos, entre las cuales destaca su evocación del pintor Fidelio Ponce.